# Cedar Hills (Utah)
Cedar Hills és una població dels Estats Units a l'estat de Utah. Segons el cens del 2000 tenia 3.094 habitants.

## Demografia
Segons el cens del 2000, Cedar Hills tenia 3.094 habitants, 695 habitatges, i 658 famílies. La densitat de població era de 606,4 habitants per km².
Dels 695 habitatges en un 76,8% hi vivien nens de menys de 18 anys, en un 89,1% hi vivien parelles casades, en un 4,3% dones solteres, i en un 5,3% no eren unitats familiars. En el 4,9% dels habitatges hi vivien persones soles l'1,4% de les quals corresponia a persones de 65 anys o més que vivien soles. El nombre mitjà de persones vivint en cada habitatge era de 4,44 i el nombre mitjà de persones que vivien en cada família era de 4,58.
Per edats la població es repartia de la següent manera: un 49% tenia menys de 18 anys, un 7,2% entre 18 i 24, un 30,4% entre 25 i 44, un 10,4% de 45 a 60 i un 3% 65 anys o més.
L'edat mediana era de 18 anys. Per cada 100 dones de 18 o més anys hi havia 96,6 homes.
La renda mediana per habitatge era de 62.688 $ i la renda mediana per família de 63.625 $. Els homes tenien una renda mediana de 52.813 $ mentre que les dones 32.708 $. La renda per capita de la població era de 16.319 $. Entorn del 3,8% de les famílies i el 4,5% de la població estaven per davall del llindar de pobresa.

## Poblacions més properes
El següent diagrama mostra les poblacions més properes.